# Râul Neajlovel (Gruiu)
Râul Neajlovel este un râu din România, afluent al râului Neajlov, în care se varsă în apropiere de localitatea Gruiu, Județul Argeș. 